# Ciprian Porumbescu
Ciprian Porumbescu (nombre de nacimiento: Cyprian Gołęmbiowski; Şipotele Sucevei, 14 de octubre de 1853-Stupca, 6 de julio de 1883) fue un compositor rumano nacido en la Bucovina, entonces territorio del  Imperio austrohúngaro. Es uno de los compositores rumanos más importantes, autor de himnos patrióticos como Canción de la tricolor (Cantecul tricolorului, en referencia a la bandera nacional rumana) y que fue el himno nacional de Rumania, o de carácter militante y social, como Riendo vuelve la primavera (Râde iarasi primavara). Su melodía para el himno Unidad, nuestra bandera (Pe-al nostru steag e scris Unire) se ha convertido en el himno nacional de Albania. Otras obras suyas son la Rapsodia rumana para orquesta (Rapsodia română pentru orchestră), Balada para violín y orquesta op. 29 (Balada pentru vioară şi orchestră), Serenata (Serenada). También escribió composiciones corales y operetas, como Luna nueva (Crai nou).
Es el autor de los himnos nacionales de dos países, Rumania y Albania.

## Biografía
Hijo de Emilia e Iraclie Gołęmbiowski (quien modificó su apellido para ocultar sus orígenes polacos y darle apariencia rumana), estudió música en Suceava y Cernăuți, donde dirigió el coro de la Sociedad Cultural "Arboroasa" (Societatea Culturala "Arboroasa"). A causa de una inestable situación económica, Ciprian Porumbescu no pudo disfrutar de una educación musical continua y completa. Gracias a una beca, fue a perfeccionar sus conocimientos en el Konservatorium für Musik und darstellende Kunst (Conservatorio de Música y Artes Escénicas) de Viena, donde recibió clases de Anton Bruckner y Franz Krenn, además de dirigir el coro de la Sociedad Estudiantil "Joven Rumanía" (Societății Studențești "România Jună"). 
Porumbescu compuso en Viena la Rapsodia rumana para piano. Posteriormente, la versión orquestal se interpretó por primera vez en Braşov el 15 de octubre de 1882, con el propio compositor como director de la orquesta. El público quedó muy impresionado y la prensa local destacó su entusiasmo, sentimiento y orgullo patriótico.
Durante su periodo vienés fueron frecuentes sus visitas a Eusebius Mandyczewski, con quien perfeccionó sus conocimientos relacionados con la teoría de la música. En 1880 presentó una colección de veinte piezas corales y canciones al unísono, que reunió en la Colección de canciones sociales para los estudiantes rumanos (Colecțiune de cântece sociale pentru studenții români). 
La Balada para violín y orquesta op. 29 fue terminada el 21 de octubre de 1880 en Stupca y pronto se convirtió en una de sus obras más conocidas. Presenta una síntesis de los elementos folclóricos rumanos (como la Doină) y la filosofía nacionalista del compositor, con una atmósfera de serena melancolía.
El 11 de marzo de 1882 se estrenó en Brașov su opereta en dos actos Luna nueva (Crai nou), basada en textos del poeta Vasile Alecsandri. El estreno fue tan exitoso que se volvió a representar el 12 y 23 de marzo, en el mismo lugar. Aquel mismo año también se representó en Oravita. Pronto se convirtió en un compositor muy popular. En sus tiempos de estudiante en el Conservatorio Musical de Viena, Porumbescu conoció bien la operetas de Johann Strauss (hijo), Suppé, Offenbach y otros. El propósito de Porumbescu fue sustituir la aparente frivolidad del género por una trama inspirada en las viejas tradiciones y leyendas rumanas, para así dotar de mayor trascendencia a su música. Crai Nou (Luna nueva) se basa en una leyenda recogida y publicada por Vasile Alecsandri, que cuenta cómo la recién nacida luna cumplirá los deseos de los enamorados.
Su activismo político le acarreó el encarcelamiento. Mostró su rechazo a la ocupación austro-húngara de la Bucovina con un telegrama público de condolencias a la Bucovina por el centenario de la ocupación por los Habsburgo, que también firmaron los miembros de la Sociedad Cultural "Arboroasa". Por ello estuvo encarcelado durante tres meses. Durante su encarcelamiento compuso varias canciones de carácter revolucionario, pero también fue en la cárcel donde se pusieron de manifiesto los síntomas de la enfermedad que iba a llevarle a la tumba: la tuberculosis. A la temprana edad de 29 años, Ciprian Porumbescu fallece en su casa de Stupca el 6 de junio de 1883, pueblo nombrado a fecha de hoy como Ciprian Porumbescu en honor al gran compositor. Su tumba se encuentra en el cementerio del pueblo.

## Obras

### Ópera
- El riguroso teólogo (Rigorosul teologic). Comedia musical en dos escenas, 1877.
- Luna nueva (Crai nou). Opereta, 1880.

### Música sinfónica
- Variación sobre un tema rumano (Parafrază pe o temă românească), 1882.
- Rapsodia rumana para orquesta (Rapsodia română pentru orchestră), 1882.

### Música de cámara
- Quinteto de cuerda y flauta (Cvintet de coarde cu flaut), 1875.
- Balada para violín y piano (Balada pentru vioară şi pian), 1880.
- Ensueño para violín y piano (Reverie pentru vioară şi pian), 1880.

### Música coral
- Colección de cantos sociales para estudiantes rumanos (Colecţiune de cântece sociale pentru studenţii români), 1880.
- Oda a los soldados rumanos (Odă ostaşilor români)
- Serenata (Serenada)
- Noche de primavera (Noapte de primăvară)
- El altar del monasterio Putna (Altarul Mănăstirii Putna)

### Música religiosa
- Padre nuestro (Tatăl nostru)
- Cantos de la Santa Liturgia en do mayor (Cântările Sfintei Liturghii în do major)